# Magnus Heinason (Schiff)
Magnus Heinason ist der ehemalige Name eines Fischereiforschungsschiffs des Havstovan in Tórshavn, Färöer. Benannt war es nach dem färöisch-norwegischen Seehelden Magnus Heinason.
Das Schiff wurde 2021 nach Kroatien verkauft und in Mito umbenannt.

## Geschichte
Der Schiffsrumpf wurde unter der Baunummer 81 auf der Werft Rolf Rekdal gebaut. Die Kiellegung fand im August 1977, der Stapellauf im März 1978 statt. Ausgerüstet wurde das Schiff auf der Werft Langsten Slip & Båtbyggeri in Tomrefjord. Die Fertigstellung erfolgte am 30. Juni 1978. Das Schiff wurde als Heckfänger in Dienst gestellt. 1982 wurde es zum Fischereiforschungsschiff umgebaut.
Das Schiff wird in erster Linie für Forschungsarbeiten in den Gewässern um die Färöer eingesetzt. Die Tageskosten des Schiffes belaufen sich auf rund 80.000 DKK.
Aufgrund des Alters des Schiffes wurde es 2020 außer Dienst gestellt und Anfang 2021 durch die Jákup Sverri ersetzt. 2021 wurde das Schiff nach Kroatien verkauft, wo es als Mito weiter genutzt wird.

## Technische Daten und Ausstattung
Der Antrieb des Schiffes erfolgt durch einen Viertakt-Sechszylinder-Dieselmotor des Herstellers MaK (Typ: 6M452AK) mit 1325 kW Leistung, der über ein Untersetzungsgetriebe auf einen Verstellpropeller mit Kortdüse wirkt. Für die Stromerzeugung stehen zwei von MTU-Dieselmotoren mit jeweils 288 kW Leistung angetriebene Generatoren zur Verfügung.

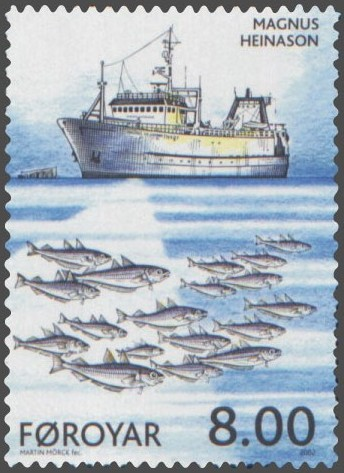
Magnus Heinason auf einer Briefmarke der Posta

Das Schiff ist für die Schleppnetzfischerei ausgerüstet. Es verfügt über mehrere Winden. Weiterhin ist das Schiff mit einer Sonaranlage, Echoloten und weiterer Ausrüstung für Forschungsarbeiten ausgestattet. Im Achter- und im Vorschiffsbereich befindet sich jeweils ein Kran. Der Kran im Achterschiffsbereich kann bis zu 5 t heben.
Der Rumpf des Schiffes ist eisverstärkt (Eisklasse C).
Das Schiff wird von 12 bis 13 Besatzungsmitgliedern betrieben. Weiterhin ist Platz für fünf Wissenschaftler.

## Sonstiges
Das Schiff ist auf einer 2002 herausgegebenen Briefmarke der färöischen Post abgebildet.